# Phalangioidea
Los falangioideos (Phalangioidea) son una superfamilia de Opiliones del suborden Eupnoi con 6 familia reconocidas al 2007 y más de 1.500 especies. Se ha postulado como posible el que Phalangioidea se originó en Gondwana, siendo las especies del Hemisferio Norte un taxón monofilético originado a partir de ancestros del Hemisferio Sur.

No ha de ser confundida con el grupo de Opiliones de gramática similar Phalangodoidea, que es una superfamilia pero del infraorden Laniatores.

## Familias
- Monoscutidae (5 géneros, 32 especies)
- Neopilionidae (8 géneros, 15 especies)
- Phalangiidae (49 géneros, 381 especies)
- Protolophidae (1 género, 8 especies)[2]
- Sclerosomatidae (147 géneros, 1265 especies)
- Stygophalangiidae (1 especie: Stygophalangium karamani Oudemans, 1933)